# Pogromy Żydów w lecie 1941 roku

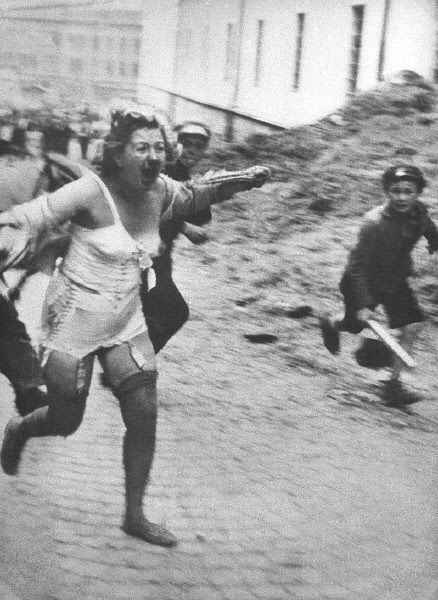
Pogrom we Lwowie w 1941 roku

Pogromy Żydów w lecie 1941 roku – pogromy w byłej sowieckiej strefie okupacyjnej po rozpoczęciu niemieckiej inwazji na ZSRR w czerwcu 1941 roku. Ich ofiarą padli Żydzi mieszkający lub przebywający na okupowanych przez ZSRR terenach Polski, Litwy, Łotwy, Estonii i Besarabii, a także na terytorium ZSRR w granicach sprzed 17 września 1939 roku. Funkcjonariusze Einsatzgruppen, dokonywali systematycznych rozstrzeliwań społeczności żydowskich z kolejnych miejscowości. W egzekucjach brały udział także lokalne formacje litewskie, czy ukraińskie oddziały policji i innych formacji paramilitarnych.
Niektóre źródła mówią o 219 pogromach na terenie 6 przedwojennych województw (lwowskiego, stanisławowskiego, tarnopolskiego, wołyńskiego, poleskiego i białostockiego). Ofiarami byli Żydzi. Sprawcami – głównie Polacy i Ukraińcy, z niemieckim przyzwoleniem.

## Geneza
Operacja „Barbarossa” rozpoczęta w nocy z 21 na 22 czerwca 1941 roku, doprowadziła szybko do przełamania sowieckiej obrony. Na wielu obszarach władze ewakuowały się jeszcze przed wkroczeniem wojsk niemieckich, węgierskich i rumuńskich. W ten sposób powstawała administracyjna próżnia, gdyż nowa władza okupacyjna nie powstała od razu, a jej budowa była skomplikowana. Ofensywa niemiecka wymusiła ewakuację całej komunistycznej administracji i likwidację więźniów politycznych. W większości byli to obywatele polscy, białoruscy oraz ukraińscy dysydenci, których w obawie przed ucieczką i ze względów logistycznych nie zdołano przetransportować w głąb Rosji. W państwach bałtyckich, na dawnych Kresach II RP oraz na Rusi Zakarpackiej, w Mołdawii i Besarabii ten stan trwał co najmniej do końca lata 1941 roku. W tym czasie doszło tam do serii antyżydowskich pogromów i zajść, które w wielu przypadkach przybrały rozmiary masowych morderstw. Wydarzenia te pochłonęły dziesiątki tysięcy ofiar i przez wielu badaczy uważane są za początek zagłady europejskich Żydów.
Najprawdopodobniej wtedy konkretyzowała się idea „ostatecznego rozwiązania kwestii żydowskiej”. Nie określono w ilu miejscowościach doszło do pogromów, ani nie oszacowano liczby ofiar. Powstało wiele monografii poszczególnych pogromów, niektóre, np. w Kownie czy Lwowie, nie tylko zostały szczegółowo opisane, istnieje też ich bogata niemiecka dokumentacja. Inne, jak pogrom w Jedwabnem, także zostały zbadane, jednak w wielu przypadkach szacunki ofiar, a także liczebność czy charakterystyka sprawców różnią się diametralnie.
Do pogromów doszło na wielkim obszarze zróżnicowanym geograficznie, ludnościowo i politycznie. Miały różny charakter: od grabieży, gwałtów, pojedynczych zabójstw aż po masowe mordy nawet tysięcy ludzi. Łączą je jednak pewne cechy i podobieństwa:
- do wszystkich doszło między 23 czerwca a połową lipca 1941 roku, gdy ustabilizowały się władze okupacyjne na podbitych terenach,
- we wszystkich głównymi wykonawcami była ludność miejscowa: Litwini, Łotysze, Polacy, Białorusini, Ukraińcy,
- oddziały niemieckie – poza nielicznymi wyjątkami – były najczęściej bierne. Ograniczały się do zachęt, nieraz pomocy organizacyjnej, a także, jak we Lwowie i w Kownie, do dokumentacji fotograficznej czy filmowej.

Nie oznacza to, że – jak ujął to w podsumowaniu śledztwa dotyczącego zbrodni w Jedwabnym prokurator Radosław Ignatiew – nie byli w szerokim znaczeniu sprawcami tych zbrodni. Wszystkie bowiem odbywały się według podobnego schematu i były działaniem zaplanowanym.

## Bez zostawiania śladów
13 marca 1941 roku, trzy miesiące przed atakiem na ZSRR, zapadła decyzja o użyciu na zapleczu przyszłego frontu podległych Heinrichowi Himmlerowi oddziałów Einsatzgruppen. Były to specjalne formacje o charakterze policyjnym, które wcześniej użyte zostały podczas anszlusu Austrii i kampanii wrześniowej w Polsce.
W kwietniu SS-Gruppenführer Reinhard Heydrich, szef Głównego Urzędu Bezpieczeństwa Rzeszy (RSHA), oraz główny kwatermistrz armii gen. Eduard Wagner ustalili, jakie będą kompetencje dowódców tych oddziałów na zajmowanych przez Wehrmacht terenach. Einsatzgruppen miały zabijać komisarzy politycznych i wszystkie osoby zagrażające bezpieczeństwu Rzeszy. A ponieważ propaganda niemiecka nieustannie posługiwała się zbitką „judeobolszewizmu” czy „żydokomuny”, wśród wrogów wymieniano też Żydów.
Podczas odprawy dla wyższych dowódców Einsatzgruppen 17 czerwca 1941 roku w siedzibie RSHA przy Albertstrasse w Berlinie, nie zostały wydane żadne rozkazy pisemne, jednak Heydrich mówił o „akcjach samooczyszczających” (Selbstreinigungsaktionen), bowiem w dalekopisie z 29 czerwca odwołał się do swych wytycznych z tej odprawy. Jego instrukcja jest jednoznaczna:
„W nawiązaniu do już ustnie udzielonych 17 czerwca w Berlinie wskazówek przypominam co następuje:
Nie należy stawiać przeszkód dążeniom do samooczyszczenia, występującym w antykomunistycznych i antyżydowskich kręgach na nowo zajętych obszarach. Przeciwnie, należy je wywoływać, nie pozostawiając śladu; jeśli to potrzebne – intensyfikować oraz kierować na odpowiednie tory w taki jednak sposób, żeby miejscowe koła samoobrony nie mogły później powoływać się na rozporządzenia lub udzielone polityczne obietnice (…)”.
Dlatego z chwilą wkroczenia Niemców oraz po uruchomieniu nazistowskiej propagandy agresję skierowano w stronę samych Żydów. Takie instrukcje znalazły się też w pisemnym rozkazie z 2 lipca. W obu dokumentach pojawia się słowo „spurenlos”, czyli „bez pozostawiania śladów”.
W trakcie działań przeciwko Sowietom na całym przygranicznym pasie, z inicjatywy Niemców, dochodziło do pogromów. Równolegle dochodziło do masowych egzekucji, które wykonywały oddziały SS Einsatzgruppen Ottona Rascha i Eberharda Schöngarta przy współudziale policji ukraińskiej.
Prof. Tomasz Szarota o roli Einsatzgruppen pisze tak: „Miały do wykonania dwa podstawowe zadania: pierwszym było oczyszczenie zaplecza, tyłów wojska z rzeczywistego i potencjalnego przeciwnika, drugim bądź udzielenie poparcia już wcześniej rozpoczętej przez miejscową ludność rozprawie z komunistami i Żydami czyli akcjom »samooczyszczającym« bądź zainicjowanie tych akcji i nadanie im »właściwego kierunku«”.

## Pogromowe nastroje
Dowódca Einsatzgruppe A SS-Brigadenführer Walter Stahlecker w raporcie z 15 października 1941 roku szczegółowo opisuje zagładę Żydów w państwach nadbałtyckich:
„Już w pierwszych godzinach po wkroczeniu, chociaż nie bez znacznych trudności, nakłoniono miejscowe siły antysemickie do pogromów Żydów. Stosownie do rozkazu Policja Bezpieczeństwa była zdecydowana rozwiązać kwestię żydowską przy pomocy wszelkich środków i z całą stanowczością. Nie było jednak pożądane i konieczne jej objawienie się w trybie natychmiastowym, przy nadzwyczaj surowych środkach, które nawet w kręgach niemieckich musiały wywoływać oburzenie. Na zewnątrz musiano pokazać, że to ludność miejscowa sama z siebie podjęła pierwsze kroki w naturalnej reakcji przeciw trwającemu przez dziesięciolecia uciskowi ze strony Żydów oraz terrorowi komunistycznemu z minionego okresu”.
Niemcy mieli dobre rozeznanie w nastrojach ludności na terenach okupowanych przez Związek Radziecki. Wszędzie – choć z różnym natężeniem – dominowała chęć zemsty na okupancie, a także na tych, którzy z nim kolaborowali. Wielką rolę odgrywał mający tu długie tradycje antysemityzm.
W krajach bałtyckich i na dużej części Ukrainy witano Niemców jak wyzwolicieli, którzy pomogą odbudować własną państwowość. Inni, jak Polacy czy Białorusini, takich nadziei nie mieli, niemniej poczucie bezkarności czy niemiecka zachęta wyzwoliły nastroje pogromowe. Towarzyszyła im chęć zemsty za rzeczywiste czy wyobrażone krzywdy, wreszcie zwykła chęć rabunku.
Litwa i Łotwa już w ciągu kilku dni po ataku Wehrmachtu znalazły się pod okupacją niemiecką. Jako pierwsze stały się też widownią antyżydowskich akcji „samooczyszczających”. Niektóre z tych wydarzeń, np. w Kownie, są dobrze zbadane, inaczej jest w przypadku mniejszych miejscowości. W obu krajach główną rolę, najpierw w spontanicznych pogromach, a później w systematycznej zagładzie, odgrywały uzbrojone oddziały działające początkowo z przyzwoleniem i zachętą Niemców, a później zorganizowane w kolaboracyjne formacje zbrojne.

## Kraje bałtyckie
W 1923 roku Litwę zamieszkiwało ok. 157 tys. Żydów, co stanowiło ponad 7,9 proc. całej populacji. W 1939 roku, głównie z powodu emigracji, odsetek ten spadł poniżej 7 proc. Antysemityzm przed wojną był mniej widoczny niż w Polsce, nie było akcji pogromowych.
Zmieniło się to po zajęciu kraju przez Armię Czerwoną. Skrajnie antysemicko nastawieni byli polityczni emigranci, którzy znaleźli schronienie w III Rzeszy.
Pogromy w Kownie i jego okolicach rozpoczęły się jeszcze przed wkroczeniem Niemców. Najwięcej morderstw popełniono jednak po 24 czerwca. Stahlecker pisał w raporcie, że w Kownie działało ponad 3360 „partyzantów”, którzy nie mieli jednak jednolitego dowództwa. Wszystkich wziął pod opiekę, zapewnił wyżywienie i środki transportu. Otrzymali legitymacje in blanco zaświadczające, że są członkami litewskiej jednostki partyzanckiej na służbie policji bezpieczeństwa. Wszystkie oddziały niemieckie miały zapewnić im opiekę i pomoc.
W lakonicznym raporcie z początku lipca czytamy, że „zlikwidowano 7800 Żydów częściowo przez pogromy, częściowo przez rozstrzelanie przez komanda litewskie. Wszystkie zwłoki usunięto”.
Stahlecker podaje, że w innych miejscowościach pogromy odbywały się „według wzoru podanego w Kownie”. Po rozbrojeniu partyzantów zgodnie z rozkazem akcje samooczyszczające przerwano.
Łotwę zamieszkiwało około 96 tys. Żydów, którzy stanowili ponad 5 proc. ludności. Najwięcej, około 40 proc., mieszkało w Rydze. Tu również Niemcy zachęcali do pogromów, jednak ich skala nie była zadowalająca. Autorzy raportów tłumaczyli to słabością przywództwa organizacji nacjonalistycznych. Wyróżniało się Arājs Kommando (od nazwiska stojącego na jego czele byłego policjanta Viktorsa Arājsa), podporządkowane SS-Sturmbannführerowi Rudolfowi Langemu z Einsatzkommando 2. Bojówka Arajsa spaliła m.in. w Rydze synagogę, w której schroniło się 300 uchodźców żydowskich z Litwy.

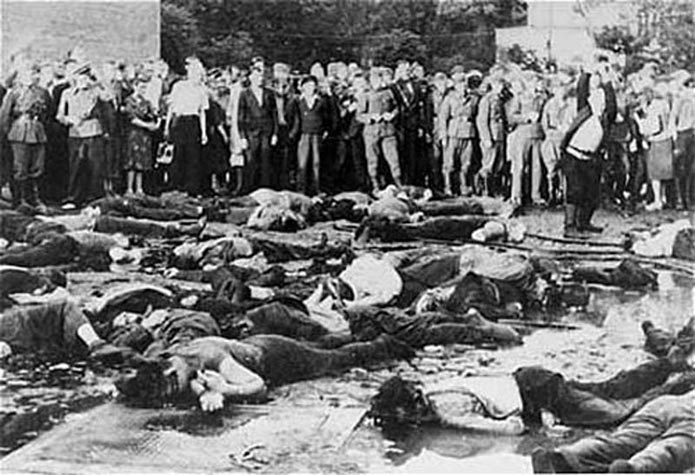
Pogrom w Kownie. Na zdjęciu ukazano mordowanie Żydów w garażach Lietūkisu (27 czerwca 1941)

Łotewskie oddziały partyzanckie zostały w drugiej połowie lipca rozbrojone, a część wcielona do dowodzonej przez Niemców policji.
Estonia, gdzie mieszkało niecałe 5 tys. Żydów, znalazła się pod okupacją później. Tallinn został zajęty dopiero 27 sierpnia 1941 roku. Połowa Żydów, w tym niemal wszyscy zdolni do służby wojskowej mężczyźni ewakuowali się lub polegli w walkach z Niemcami, a także antykomunistyczną partyzantką.
Dowódcy pododdziałów Einsatzgruppen narzekali w raportach na trudności w organizowaniu akcji „samooczyszczających”. Partyzanci uczestniczyli jednak w aresztowaniach Żydów i wykorzystywaniu ich do prac przymusowych. Po wymordowaniu Żydów oddziały te zostały rozbrojone i rozformowane. Część zasiliła dowodzoną przez Niemców estońską policję.
We wszystkich krajach bałtyckich, niemal natychmiast po akcjach pogromowych, doszło do masowych rozstrzeliwań Żydów. Zaczęły też powstawać zamknięte getta. Ich likwidacja odbyła się wcześniej niż na terenie Generalnego Gubernatorstwa, zapewne jeszcze przed decyzją o „ostatecznym rozwiązaniu kwestii żydowskiej”.
W przesłanym w styczniu 1942 roku raporcie Walter Stahlecker wymienia Estonię jako pierwszy kraj całkowicie „wolny od Żydów” (Judenfrei).

## Ukraina
Spośród obszarów zajętych w 1939 roku przez Armię Czerwoną, najwięcej Żydów mieszkało na terenach, gdzie przeważała ludność ukraińska: na Wołyniu, w Galicji Wschodniej, Bukowinie i Besarabii. Bardzo silny był tam ukraiński ruch narodowy, którego przywódcy i sympatycy liczyli na to, że Niemcy wesprą ich niepodległościowe dążenia. Wcześniej pomagali przecież ukraińskim emigrantom, pozwalając im tworzyć zalążek własnych sił zbrojnych, czyli bataliony „Nachtigall” i „Roland”. Długą tradycję na tych terenach miał też antysemityzm, oficjalnie propagowany przez nacjonalistów. W eskalacji nastrojów antyżydowskich dużą rolę odegrały również popełnione przez NKWD zbrodnie, a zwłaszcza wymordowanie więźniów politycznych tuż przed wkroczeniem Niemców. Pogromy odbyły się m.in. we Lwowie, Borysławiu, Niezwiskach, Złoczowie.
We Lwowie pogrom inicjowała częściowo Organizacja Ukraińskich Nacjonalistów (OUN), licząc na to, że Niemcy pozwolą im stworzyć niepodległe państwo ukraińskie. Część ludności cywilnej dobrowolnie brała udział w pogromach. Motywowały ich do tego różne czynniki. Współczesne badania nie dają jednoznacznych odpowiedzi, gdzie do pogromów i innych wystąpień antyżydowskich doszło z inspiracji Niemców, gdzie był to efekt wydarzeń rozgrywających się w sąsiednich miejscowościach, a gdzie stało się to z inicjatywy lokalnych mieszkańców. Inspiracja nie wyklucza również oddolnych inicjatyw i zaangażowania antysemicko nastawionych osób, albo takich, które działały z innych pobudek, np. materialnych.
To spowodowało, że w czerwcu i lipcu 1941 roku pogromy były tu najliczniejsze i najbardziej krwawe. Sprzyjał im też fakt, że w pierwszych tygodniach wojny doszło tu do swoistej próżni władzy. Największy pogrom we Lwowie rozegrał się według wytycznych Heydricha. Siły niemieckie były tu jednak zbyt szczupłe, by organizować pogromy, zwłaszcza w małych miejscowościach. Operująca na tym obszarze Einsatzgruppe C liczyła tylko około 700 ludzi. To nie znaczy, że formacje niemieckie nie brały bezpośredniego udziału w masowych morderstwach. Z zachowanych relacji wynika, że m.in. w Tarnopolu, Drohobyczu czy Skałacie aktywnie w nich uczestniczyli. Pogromy miały jednak też miejsce na terenach wiejskich, gdzie nie było żadnych formacji niemieckich. Wiele z dokonanych samosądów, przypadków zemsty, a także aktów przemocy wiązało się z doświadczeniem po rządach sowieckich. Zwłaszcza, że w niektórych przypadkach sprawowali ją urzędnicy i komisarze ludowi pochodzenia żydowskiego – tzw. żydokomuny.
Według Andrzeja Żbikowskiego w zajętej przez Niemców sowieckiej strefie okupacyjnej obejmującej dawną Małopolskę Wschodnią do pogromów doszło w 31 miejscowościach. Niemiecki historyk Dietrich Pohl, autor opracowania o Einstatzgruppen, podaje, że na Ukrainie zginęło około 24 tys. Żydów. Jednak słabo zbadane i udokumentowane są mordy w mniejszych miejscowościach i na wsiach.
Pogromy odbyły się m.in. we Lwowie, Brzeżanach, Borysławiu, Niezwiskach, Złoczowie, Jassach, Czerniowcach, Jerdyńcach, Bielcach, Kiszyniowie.

## Łomżyńskie i Białostocczyzna
Łomżyńskie i zachodnia Białostocczyzna zostały zajęte przez wojska niemieckie już w pierwszym tygodniu agresji. Pod względem demograficznym obszar ten nie odbiegał od reszty Polski – wsie zamieszkiwała tu ludność polska, a miasta i miasteczka mniej więcej po połowie Polacy i Żydzi. Bardzo silne były tu wpływy Narodowej Demokracji, a co za tym idzie, powszechny i radykalny antysemityzm. Podczas okupacji sowieckiej jeszcze bardziej się pogłębił, ponieważ udział części Żydów w aparacie administracyjnym wpasowywał się w stereotyp „żydokomuny”.
Na wzrost nastrojów antysemickich wpłynęła też dekonspiracja bazy antysowieckiej partyzantki tuż przed niemiecką inwazją, po której nastąpiły represje. 20 czerwca, więc przed samym wkroczeniem Niemców, rozpoczęły się aresztowania i wywózki „elementów antysowieckich”, czyli głównie Polaków.
Logika zbrodni była następująca. Tuż po ucieczce wojsk sowieckich i przejściu frontu, w czerwcu 1941 roku, w polskich miasteczkach, w czasie „próżni” pomiędzy okupacjami, tworzone były milicje lub straże obywatelskie, które przystępowały do samorzutnej rozprawy z miejscowymi komunistami i osobami współpracującymi z administracją sowiecką, w tym z Żydami.
W pogromach Żydów uczestniczyli często ludzie uwolnieni z sowieckich więzień lub transportów. Antyżydowskie zajścia miały różny charakter i przebieg. Dwie największe zbrodnie – w Radziłowie i w Jedwabnem – przypominały schemat z rozkazu Heydricha. Pogromy odbyły się również w innych miejscowościach – m.in. w Goniądzu i Suchowoli. Doszło do bezprecedensowego bestialstwa w mordowaniu ludności żydowskiej. W aktach tych często udział brała miejscowa społeczność, która po doświadczeniach władzy komunistycznej dokonywała zemsty. Powszechnym motywem wzięcia udziału w mordach był jednak rabunek.
Bywały jednak przypadki, jak w Szczuczynie, gdy po pierwszych rabunkach i morderstwach wkraczające do miasteczka oddziały Wehrmachtu zaprowadziły porządek, kładąc kres pogromom. Bywało też, że niemieccy żołnierze zapobiegli im, jednak pojawiające się później oddziały policyjne czy SS dokonywały masowych mordów we współpracy z miejscową ludnością.
Różna była postawa polskich elit. W Knyszynie ksiądz wsparty przez przedstawicieli inteligencji nie dopuścił do pogromu na szerszą skalę. Podobnie było w Grajewie i Jasionówce.

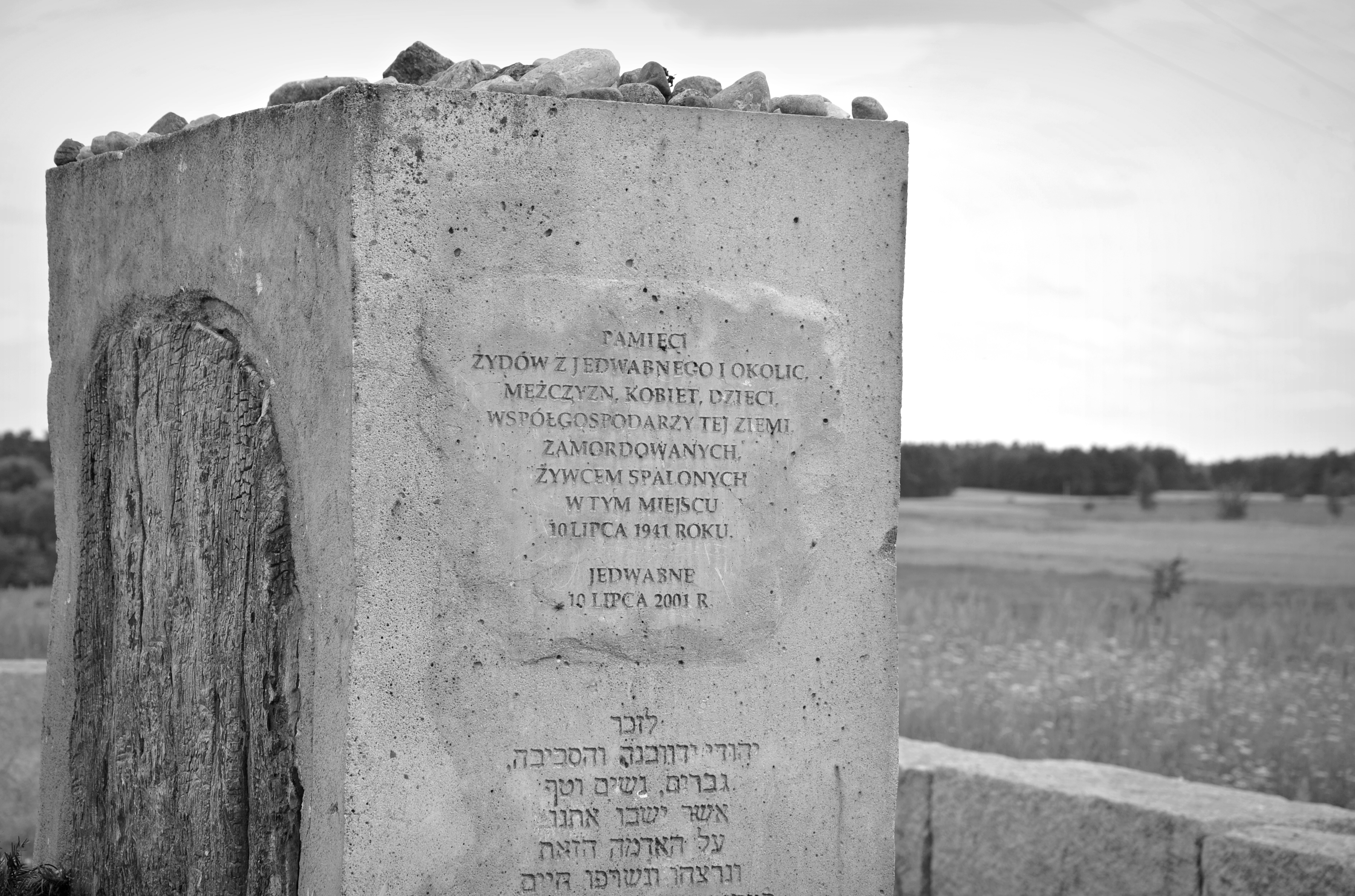
Mogiła-pomnik, na cmentarzu żydowskim, Jedwabne

Profesor Andrzej Żbikowski z Żydowskiego Instytutu Historycznego podaje, iż między 22 czerwca a połową września 1941 r., na terenie tzw. Bezirk Bialystok doszło do wystąpień antyżydowskich w 29 miejscowościach. Na terenie całej tzw. Zachodniej Białorusi takich miejscowości było, 67.
Zbrodnie w miasteczkach były rozciągnięte w czasie. Zaczynały się tuż po ucieczce Sowietów i przejściu frontu, po 22 czerwca 1941 roku, od powołania polskiej administracji i milicji. Potem następował etap pojedynczych zabójstw na bogatych rodzinach żydowskich, co łączyło się z grabieżą ich majątku, a także – zabijaniem Polaków o komunistycznych przekonaniach, którzy weszli w skład administracji sowieckiej. Następnie po przybyciu Niemców, dokonywano masowych mordów.
Tragiczne wydarzenia odbyły się m.in. w Radziłowie, Wąsoszu, Jedwabnem, Szczuczynie, Bzurach, Skajach, Goniądzu, Rajgrodzie, Jasionówce, Kolnie, Suchowoli, Brańsku, Tykocinie, wsiach: Lipnik, Danowo, Dzięgiele.

## Fundamenty decyzji o Holocauście
Już w sierpniu 1941 roku Einsatzgruppen dokonywały masowych mordów mężczyzn kobiet i dzieci wyłącznie według kryterium rasowego. We wrześniu te zbrodnie były już masowe. A 13 października SS-Gruppenführer Odilo Globocnik, jeden z głównych wykonawców „ostatecznego rozwiązania”, otrzymał ustny rozkaz budowy pierwszego obozu zagłady w Bełżcu.
Pomiędzy drugą połową lipca a początkiem października zapadła polityczna decyzja o wymordowaniu Żydów. Konferencja w Wannsee, na której omawiano jej biurokratyczne, prawne i techniczne szczegóły, została zwołana na 9 grudnia 1941 roku, ale z powodu japońskiego ataku na Pearl Harbor przeniesiono ją na 20 stycznia 1942 roku. Żydzi, którzy pogromy przeżyli, trafiali do gett zakładanych przez Niemców, a następnie byli mordowani w obozach zagłady.